# Storsand och Lakbäck
Storsand och Lakbäck är en samlad bebyggelse vid kusten i Rogsta socken i Hudiksvalls kommun. SCB avgränsar från 2023 bebyggelsen till en småort.